# Leptocerus agaue
Leptocerus agaue är en nattsländeart som beskrevs av Malicky och Chantaramongkol 1996. Leptocerus agaue ingår i släktet Leptocerus och familjen långhornssländor. Inga underarter finns listade i Catalogue of Life.